# Opesia
Opesia – rodzaj muchówek z rodziny rączycowatych (Tachinidae).

## Wybrane gatunki
- O. americana (Bigot, 1889)[2]
- O. cana (Meigen, 1824)[3]
- O. descendens Herting, 1973[3]
- O. grandis (Egger, 1860)[2][3]